# Aftonstjärnan (pjäs)
Aftonstjärnan är en pjäs av Hjalmar Söderberg. Den hade urpremiär den 7 mars 1912 på Intima teatern i Stockholm. Pjäsen är en dramakomedi i en akt. Texten till pjäsen är utgiven på F. Englunds boktryckeri i Stockholm 1912. Pjäsens titel är en allusion på morgon- och aftonstjärnan Venus.

## Personerna
- Vivan, uppasserska (servitris), även kallad "Lilla Gullvivan"
- Tora, Vivans kollega
- Ingenjörn, Vivans fästman vid namn Rudolf
- Hovkamrern, även kallad "Gubben"
- Doktorn
- Fernstedt, Fabrikörn.[5]
- Quiding, Apotekarn.
- Laxman, Grosshandlarn.
- Herr Ström
- Fru Dahlgren, hovmästare
- Två unga män

## Handling
Aftonstjärnan utspelar sig på ett kafé sent på kvällen den  första april. En av stamgästerna på ”Aftonstjärnan” – Hovkamrern – har länge kastat sina blickar på en av servitriserna, Vivan. Han har erbjudit henne pengar för att följa med honom hem, men fått till svar, ”att han borde skämmas”. Detta kompliceras väsentligt när hennes fästman, Ingenjörn, kommer in på kaféet och berättar om sin ekonomiskt desperata situation. Han är i stort behov av pengar och är bitter över att inte ha fått ut ersättning för en uppfinning, som han tagit patent på. Ingenjörn visar en revolver och antyder, att han är beredd att göra slut på sitt liv. För sig själv sitter Doktorn och läser i en bok som handlar om Viljan. (Denna bok skulle kunna vara John Landquists avhandling om viljan.)
I pjäsens handling finns det oroselement, som påminner om världen utanför kaféet. En sång – Polens frihetsbön – hörs från ett angränsande rum där det pågår ett möte. Det kommer även in två unga arbetare på ”Aftonstjärnan”. De beställer in en halva punsch var, men blir direkt avvisade. Arbetarna avlägsnar sig med ett uttalat hot om att komma tillbaka en dag. Idyllen har sina spänningar – trycket känns av från både utrikespolitiken och de svenska klassförhållandena.
Herr Ström deklamerar efter viss tvekan bland annat en rad i Tegnérs dikt Mjältsjukan (1825):

Det går en liklukt genom mänskolivet

– fantastisk, utländsk, flärdfull om du vill,

men det var  s o l  däri, och det står skrivet:

var stode vi, om vi ej funnits till?

Efter att ha varit ute och växlat till sig guldmynt kommer Hovkamrern tillbaka och radar upp guldpengar på bordet – snart ligger där trehundra kronor. Vivan, vars fästman Ingenjören är i stort behov av ekonomiskt stöd, faller till föga och hon ombeds av Hovkamrern, att hämta sina ytterkläder.  När hon återkommer känns Hovkamrern inte alls vid sitt förslag. Han påminner henne istället om vilken dag det är, första april, och konstaterar ironiskt: ”Gubben borde skämmas? Var det inte så? Nu får Vivan skämmas i stället. God natt.”

## Bakgrund och produktion

Målning från 1910 av Herman Vedel inköpt av Nationalmuseet 1987.
Tavlan skulle ha blivit ett dubbelporträtt med Hjalmar Söderberg och Henning Berger. Miljön på denna målning anknyter till stämningen i Aftonstjärnan.

Aftonstjärnan bygger delvis på en skiss från 1898, då kallad Underbara ting och publicerad i Svenska Dagbladet den 6 februari under signaturen "Tuppy". Denna novell återfinns i Det mörknar öfver vägen från 1907. I novellsamlingen Den talangfulla draken från 1913 heter den åter Aftonstjärnan. Här skildrar Söderberg i dialogform ett samtal i början av april mellan några herrar och serveringspersonalen på ett kafé till en mindre Stockholmsrestaurang. I verkligheten var det kafé Boulevard, som låg på Karlavägen i Stockholm.

### Olika uppsättningar
Aftonstjärnan har spelats två gånger med Dramatens ensemble. Första gången var den 10 mars 1951. Pjäsen gavs då som eftermiddagsprogram på Lilla scenen där den spelades 39 gånger. Rune Carlsten, Söderbergs svärson, regisserade och gjorde även rollen som Doktorn. Som Vivan såg man Doris Svedlund, och som Hovkamrern Anders Henrikson. Båda befanns idealiska för sina roller, liksom övriga medverkande.

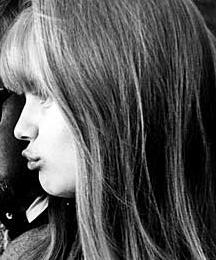
Lena Nyman, som spelade rollen "Vivan" 52 gånger 1983.

Andra gången pjäsen togs upp var den 15 januari 1983. Kungliga Dramatiska Teatern hade då lånat Berns salonger, där Hasse Alfredson satte upp den. Pjäsen spelades 52 gånger. Lena Nyman gjorde rollen som Vivan och Jan Blomberg gjorde Hovkamrern. Åsikterna gick isär om lämpligheten att spela Söderbergs kammarspel i Berns jättelokal, där långa bord var uppställda och förtäring erbjöds. Själva spelet var det dock inget att klaga på. "Finns Hjalmar Söderbergs människor kvar?", frågade sig Bengt Jahnsson och svarade själv snabbt: "Utan tvivel, och de lever. De var nära döden redan 1911. De har fortsatt att dö levande; rödbrusiga, gallsprängda, cyniska, resignerade, många med humor. Nog lever de än."